# Compute-Shader
Als Compute-Shader wird ein Shader in OpenGL oder Direct3D, welches zu DirectX gehört, genannt, der losgelöst von der Grafikpipeline beliebige Berechnungen auf Daten auf der Grafikkarte durchführen kann.

## Funktion
Ein Compute-Shader arbeitet ähnlich wie allgemeine GPGPU-Kernel, etwa von OpenCL oder CUDA, mit einer großen Anzahl an identischen Threads auf Daten im Grafikspeicher. Im Gegensatz zu diesen GPGPU Sprachen sind Compute-Shader in OpenGL bzw. Direct 3D eingebettet und können daher besser in Grafikanwendungen integriert werden.

## Unterstützung
OpenGL unterstützt Compute-Shader ab Version 4.3. Programme für den Shader können in GLSL, der allgemeinen Shader-Programmiersprache von OpenGL, geschrieben werden. Direct 3D (DirectX) unterstützt Compute-Shader ab Version 11.